# Tipula hastingsae
Tipula hastingsae är en tvåvingeart. Tipula hastingsae ingår i släktet Tipula och familjen storharkrankar.

## Underarter
Arten delas in i följande underarter:
- T. h. diperona
- T. h. hastingsae